# Aloe kaokoensis
Aloe kaokoensis é uma espécie de liliopsida do gênero Aloe, pertencente à família Asphodelaceae.